# Panama City, Florida
För andra betydelser, se Panama City.
Panama City är en stad i Bay County i nordvästra Florida i USA. Invånarantal cirka 36 000 (år 2000).